# Vörös zsaru
A Vörös zsaru (eredeti cím: Red Heat) 1988-ban bemutatott amerikai akcióvígjáték Walter Hill rendezésében. A főszerepben Arnold Schwarzenegger és James Belushi látható.
A filmet az alábbi szlogennel hirdették: „Moszkva legkeményebb nyomozója. Chicago legőrültebb zsaruja. Csak egy dolog létezik, ami veszélyesebb annál, hogy őket felidegesítsük: partnerré tenni őket.”
Ez volt az első amerikai film, amely engedélyt kapott arra, hogy a moszkvai Vörös téren forgassanak. Azonban a legtöbb orosz jelenetet (a főcím alatti "parádés" vágóképek és a Vörös téren rendezett hosszú jelenet kivételével) végül Magyarországon vették föl (így pl. a Dohány utcai zsinagóga "hagymakupolás" orosz templomként szerepel, míg a moszkvai rendőrkapitányságot a budavári királyi palota "alakítja"...). A film díszlettervezője Rajk László volt.
A filmben több magyar színész, ill. testépítő is fölbukkan (erős magyar akcentussal, de érthetően beszélnek, míg Schwarzenegger párszavas orosz mondatai gyakorlatilag érthetetlenek... A magyar változatban az orosz nyelvű szövegeket is leszinkronizálták.). Schwarzenegger 8 millió dolláros fizetést kapott a filmben játszott szerepéért.

## Cselekmény
Ivan Danko, a moszkvai rendőrség századosa csapdát állít a grúz drogkirály és bandafőnök Viktor Rusztavili ellen. A terv azonban félresikerül: Viktor bűntársaival elmenekül a Szovjetunióból és az Egyesült Államokba megy, több moszkvai rendőr – köztük Danko partnere – meggyilkolása után.
Art Ridzik őrmester, a chicagói rendőrség nagyszájú nyomozója több gyilkosságot próbál földeríteni, melyeket Viktor követett el. Amikor letartóztatják Chicagóban, Dankót küldik el érte: kérje ki és vigye vissza a Szovjetunióba, hogy ott állítsák bíróság elé. Amikor Viktor – miközben lelövi Ridzik partnerét – megszökik az őrizetből, a két zsaru kéretlenül-váratlanul egymás partnereként találják magukat.
Danko és Ridzik Chicagó-szerte űzik Viktort és az embereit, ill. a szövetséges bandatagokat ("tisztafejűek" – afro-amerikai drogkereskedők). Danko és Viktor néhány Greyhound busz segítségével őrült üldözést rendeznek, szétzúzva a fél várost. Végül Viktor egy vonatba rohan. Megpróbál futva elmenekülni, de Danko utoléri és lelövi a Ridziktől kapott 29.44-es kaliberű Magnum revolverrel. Danko visszatér Moszkvába, miután elcserélte karóráját Ridzikkel, ezzel is kifejezve tiszteletét.

## Szereplők
Megjegyzés: a filmhez ugyanabban az évben két szinkron is készült, az első Géczy Vera fordításával, a második Schéry András fordításával, mindkettőnél Gáti Oszkár volt Arnold Schwarzenegger magyar hangja, és mindkettőnél Vajda István volt a rendező, azonban valamilyen oknál fogva az első szinkron nem került forgalomazásba, és emiatt készült el a második, ma is ismert szinkron. 
| Szerep                  | Színész                       | Magyar hang     |
| ----------------------- | ----------------------------- | --------------- |
| Ivan Danko százados     | Arnold Schwarzenegger         | Gáti Oszkár     |
| Art Ridzik őrmester     | James Belushi                 | Dörner György   |
| Viktor Rusztavili       | Ed O’Ross                     | Csurka László   |
| Lou Donnelly parancsnok | Peter Boyle                   | Kaló Flórián    |
| Catherine Manzetti      | Gina Gershon                  | Vándor Éva      |
| Charlie Stobbs hadnagy  | Laurence „Larry” Fishburne    | Helyey László   |
| Gallagher őrmester      | Richard Bright                | Végvári Tamás   |
| Salim                   | J. W. Smith                   | Kaszás Attila   |
| Abdul Elijah            | Brent Jennings                | Reviczky Gábor  |
| Jurij Ogarkov           | Oleg Vidov                    | Szersén Gyula   |
| Grigorij Mazurszkij     | Szavelij Kramarov             | Izsóf Vilmos    |
| Gene Scherer            | Dimitrij Sztyepanovics konzul | Horkai János    |
| Vagran Rusztavili       | Koncz Gábor                   | saját hangján   |
| Szása                   | Növényi Norbert               | saját hangján   |
| fiatal szovjet rendőr   | Bán János                     | saját hangján   |
| Redetsky hadnagy        | Körtvélyessy Zsolt            | saját hangján   |
| Kulikov ezredes         | Balkay Géza                   | saját hangján   |
| Prostituált             | Gretchen Palmer               | Báthory Orsolya |
| Éjszakai portás         | Pruitt Taylor Vince           | Konrád Antal    |
| Pat Nunn                | Michael G. Hagerty            | Dózsa László    |
| Streak                  | Brion James                   | Rajhona Ádám    |
| Tévébemondó             | Peter Jason                   | Varga T. József |
| Mongol hippi            | Tiger Chung Lee               | Vass Gábor      |
| Bernie, az újságárus    | Bob O’Donnell                 | Szoó György     |
| Férfi a telefonfülkénél | Joey D. Vieira                | Gruber Hugó     |
| Vasutas                 | Michael Adams                 | Felföldi László |

## Forgatás
A filmet Chicagóban, Moszkvában, Bécsben és Budapesten forgatták. Utóbbi helyszínei a Budai Várnegyed és a Rudas gyógyfürdő voltak.